# Comté de Dublin Sud
Le comté de Dublin Sud (en irlandais Contae Átha Cliath Theas) est une circonscription administrative de la république d’Irlande issue de la partition du comté de Dublin en 1994.
Le centre administratif du Comté se trouve dans la ville de Tallaght.
Ce comté est le dernier comté d'Irlande à avoir eu ses limites modifiées pour absorber la construction de la rocade M50 (le contournement Est de Dublin).
C’est aussi le dernier comté à avoir changé de nom. Il s'appelait à l'origine Belgard en souvenir du nom d’une des forteresses de la frontière du Pale située dans cette zone. Ce changement de nom est du une volonté de modernisation afin de ne pas gêner le développement de zones de nouvelles technologies sur la commune de Tallagh.
La superficie de Dublin Sud couvre 222,74 km2 . Le comté est bordé par ceux de Dun Laoghaire-Rathdown à l'est, Wicklow au sud, Kildare à l’ouest, Fingal au nord et la ville de Dublin au nord-est.
Le comté de Dublin Sud fait partie du « Grand Dublin » (Greater Dublin area).

## Comtés limitrophes
| Kildare | Dublin (Fingal)     | Dublin (Dublin)                 |
| Kildare | comté de Dublin Sud | Dublin (Dún Laoghaire-Rathdown) |
| Kildare | Wicklow             | Wicklow                         |

## Villes du Comté
- Ballyboden
- Clondalkin
- Fox & Geese
- Greenhills
- Jobstown
- Lucan
- Newcastle
- Rathcoole, Rathfarnham, Ronanstown
- Saggart
- Tallaght, Templeogue, Terenure